# Hellbound – Út a pokolba
A Hellbound – Út a pokolba (eredeti cím: Hellbound) 1994-ben bemutatott amerikai természetfeletti akcióthriller, melyet Ian Rabin, Anthony Ridio és Brent Friedman forgatókönyvéből Aaron Norris rendezett. A főbb szerepekben Chuck Norris, Calvin Levels és Christopher Neame látható. Ez volt a Cannon Films utolsó filmje.
Az Amerikai Egyesült Államokban 1994. január 21-én mutatták be a mozikban.

## Cselekmény
Shatter és Jackson chicagói rendőrök, egy rabbi hátborzongató gyilkossági ügyét kell megoldaniuk. Mindkettőjüket beidézik Izraelbe egy kihallgatásra. Ott rájönnek, hogy természetfeletti lények üldözik őket. Kiderül, a Prosatanos nevű démon átakarja venni az uralmat a világ felett. Egyszer már megpróbálkozott ezzel a keresztes hadjáratok idején, de Richard király megállította. Prosatanost ezután Richárd király egy földalatti sírba záratta. Prosatanos hatalmának forrását, egy jogart kilenc darabra osztottak és eljuttatták a világ szent helyeire. Ezek a darabok egészen a 20. század végéig biztonságban maradtak, amikor két sírrabló véletlenül kiszabadította Prosatanost a börtönéből. 
Prosatanos most mind a kilenc darabot össze akarja gyűjteni és jogarává összeilleszteni őket, hogy világuralomra törhessen. Shatter és Jackson nyomozóknak a világ megmentése érdekében együtt kell megküzdeniük ellene.

## Szereplők
| Színész           | Szerep                                  | Magyar hang     | Magyar hang         |
| Színész           | Szerep                                  | 1. szinkron     | 2. szinkron         |
| ----------------- | --------------------------------------- | --------------- | ------------------- |
| Chuck Norris      | Frank Shatter őrmester                  | Reviczky Gábor  | Jakab Csaba         |
| Calvin Levels     | Calvin Jackson nyomozó                  | Széles Tamás    | Kálloy Molnár Péter |
| Christopher Neame | Malcolm Lockley professzor / Prosatanos | Kárpáti Tibor   | Vass Gábor          |
| Sheree J. Wilson  | Leslie Hawkins                          | Frajt Edit      | Spilák Klára        |
| David Robb        | I. Richárd angol király                 | Selmeczi Roland |                     |
| Cherie Franklin   | Hull kapitány                           | Tóth Judit      | Illyés Mari         |
| Jack Adalist      | Reinhard Krieger                        | Rosta Sándor    |                     |

## A film készítése
A filmet teljes egészében Izraelben forgatták 1992 májusa és augusztusa között. A film második részét teljes egészében Jeruzsálemben vették fel.
A forgatási cím eredetileg Cold to the Touch volt.

## Fordítás
- Ez a szócikk részben vagy egészben  a   Hellbound (film) című angol Wikipédia-szócikk fordításán alapul.  Az eredeti cikk szerkesztőit annak laptörténete sorolja fel. Ez a jelzés csupán a megfogalmazás eredetét és a szerzői jogokat jelzi, nem szolgál a cikkben szereplő információk forrásmegjelöléseként.